# Lachnellula cervina
Lachnellula cervina är en svampart som först beskrevs av Ellis & Everh., och fick sitt nu gällande namn av Dennis 1963. Lachnellula cervina ingår i släktet Lachnellula och familjen Hyaloscyphaceae.   Inga underarter finns listade i Catalogue of Life.